# Cauterets
Cauterets település Franciaországban, Hautes-Pyrénées megyében. Lakosainak száma 859 fő (2022. január 1.). Cauterets Uz, Arcizans-Avant, Arras-en-Lavedan, Chèze, Estaing, Gavarnie-Gèdre, Grust, Luz-Saint-Sauveur, Saint-Savin, Sazos, Soulom, Villelongue, Viscos, Sallent de Gállego, Panticosa és Torla-Ordesa községekkel határos.

## Népesség
A település népességének változása:
| Lakosok száma | 1002 | 933  | 959  | 908  | 893  | 878  | 870  | 866  | 859  |
|               | 2013 | 2015 | 2016 | 2017 | 2018 | 2019 | 2020 | 2021 | 2022 |